# Ferdinandsko
Il Ferdinandsko, anche noto come castel Ferdinandsko (in ceco Zámek Ferdinandsko), si trova nell'area militare di Vojenský újezd Březina del Distretto di Vyškov nella regione della Moravia Meridionale della Repubblica Ceca. La sua storia inizia nel XVIII secolo.

## Storia

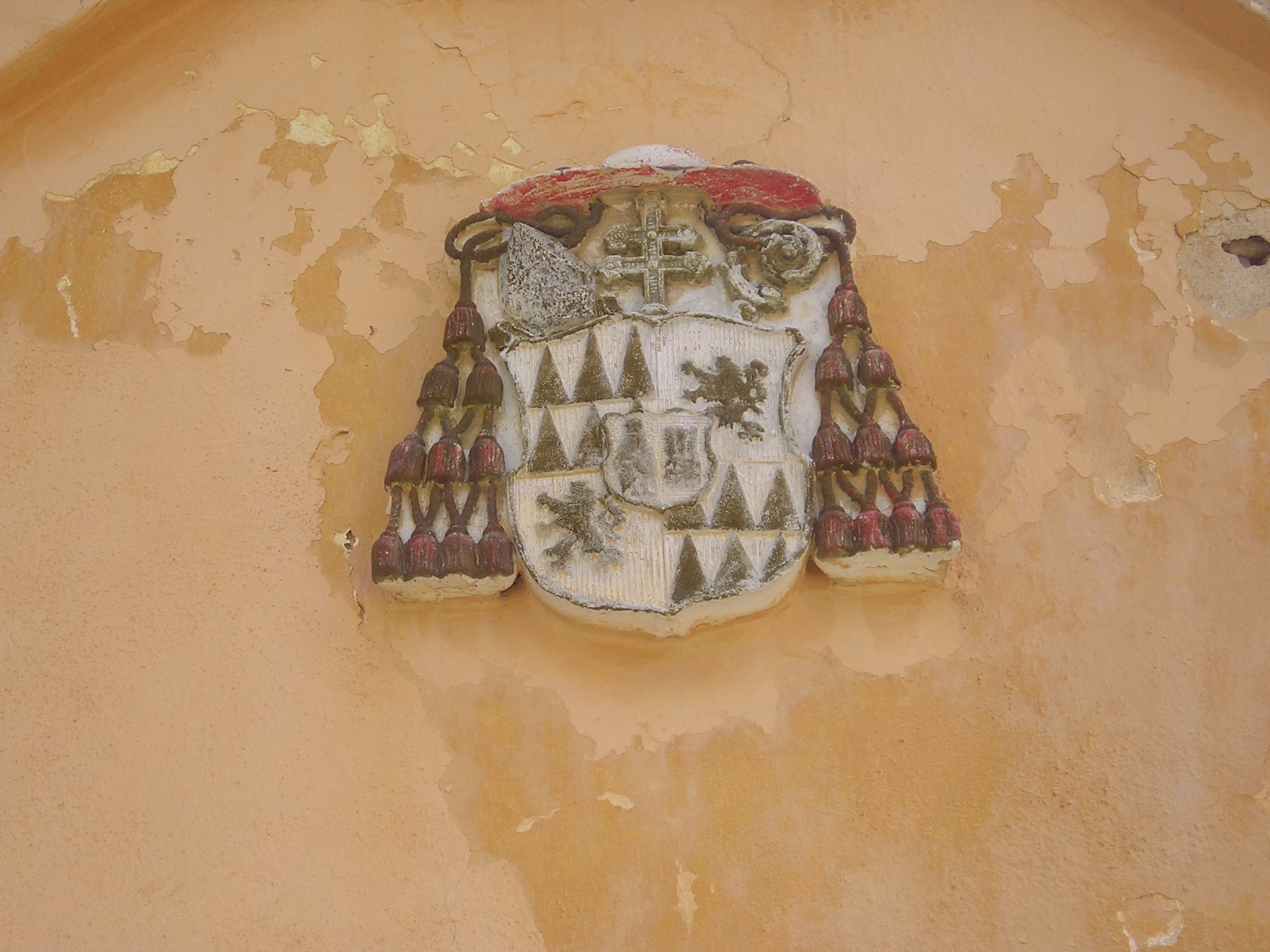
Stemma vescovile di Ferdinand Julius von Troyer

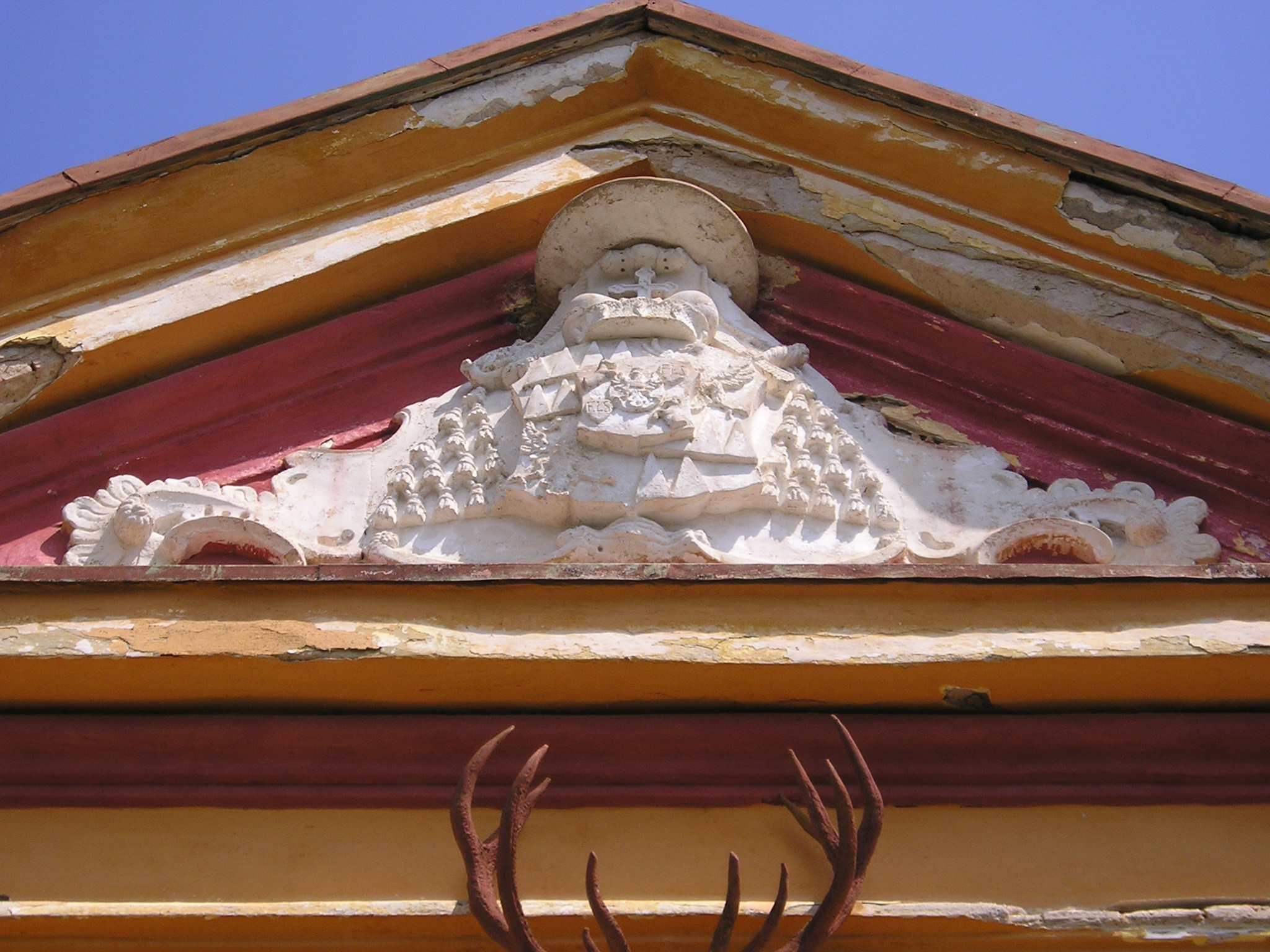
Frontone sulla facciata principale

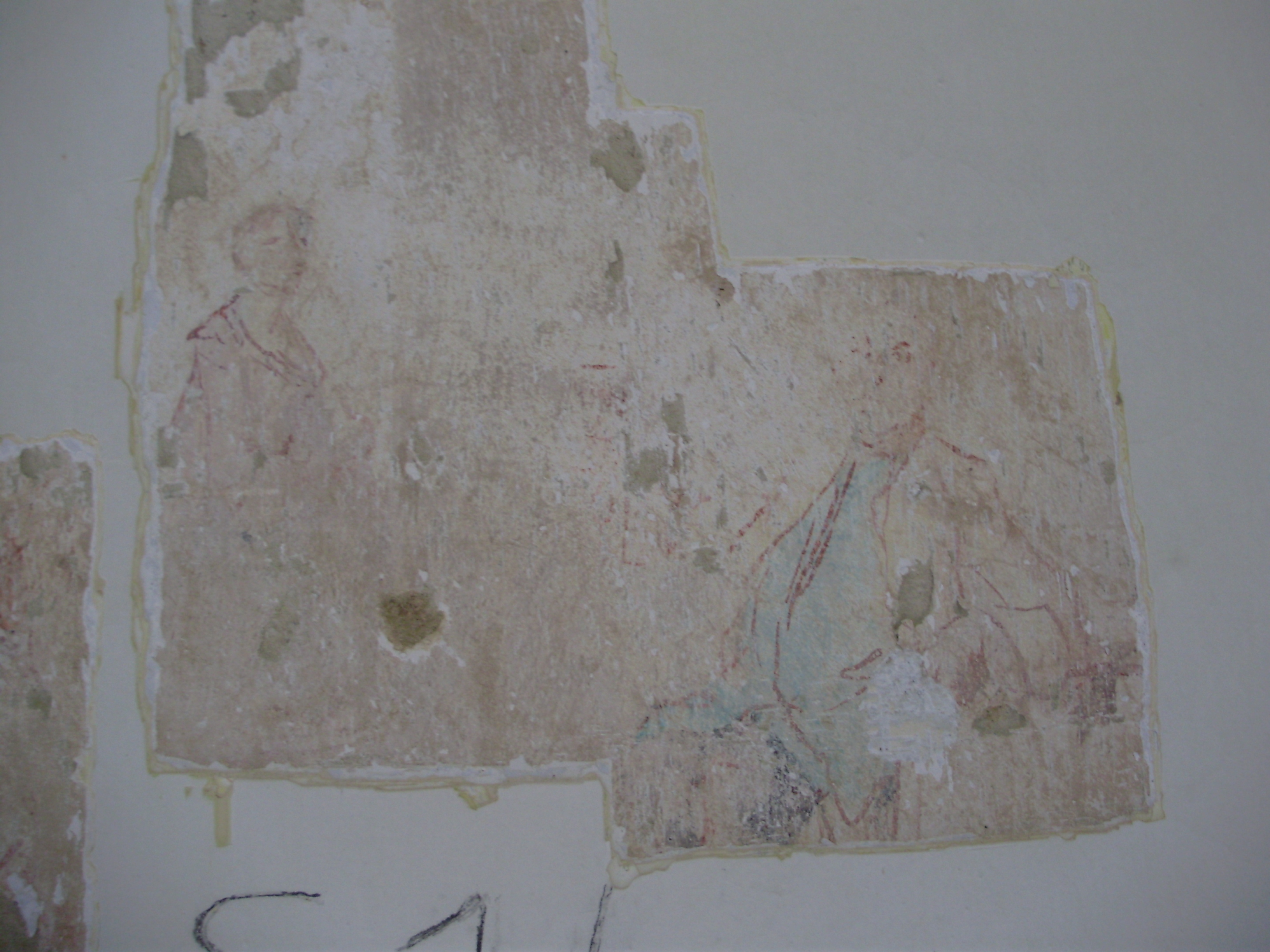
Lacerti di affreschi conservati nelle stanze del castello

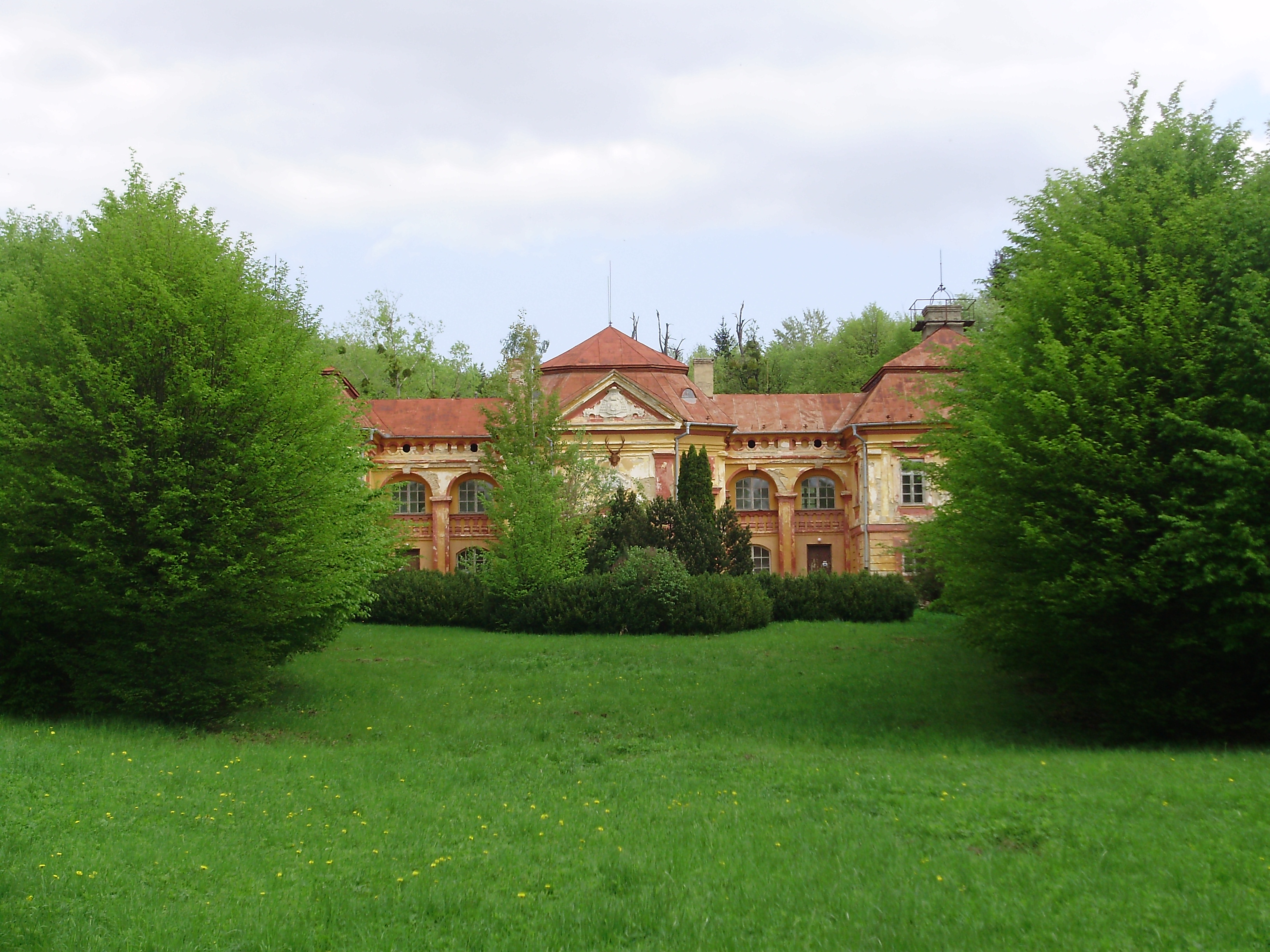
Il Ferdinadsko col suo parco

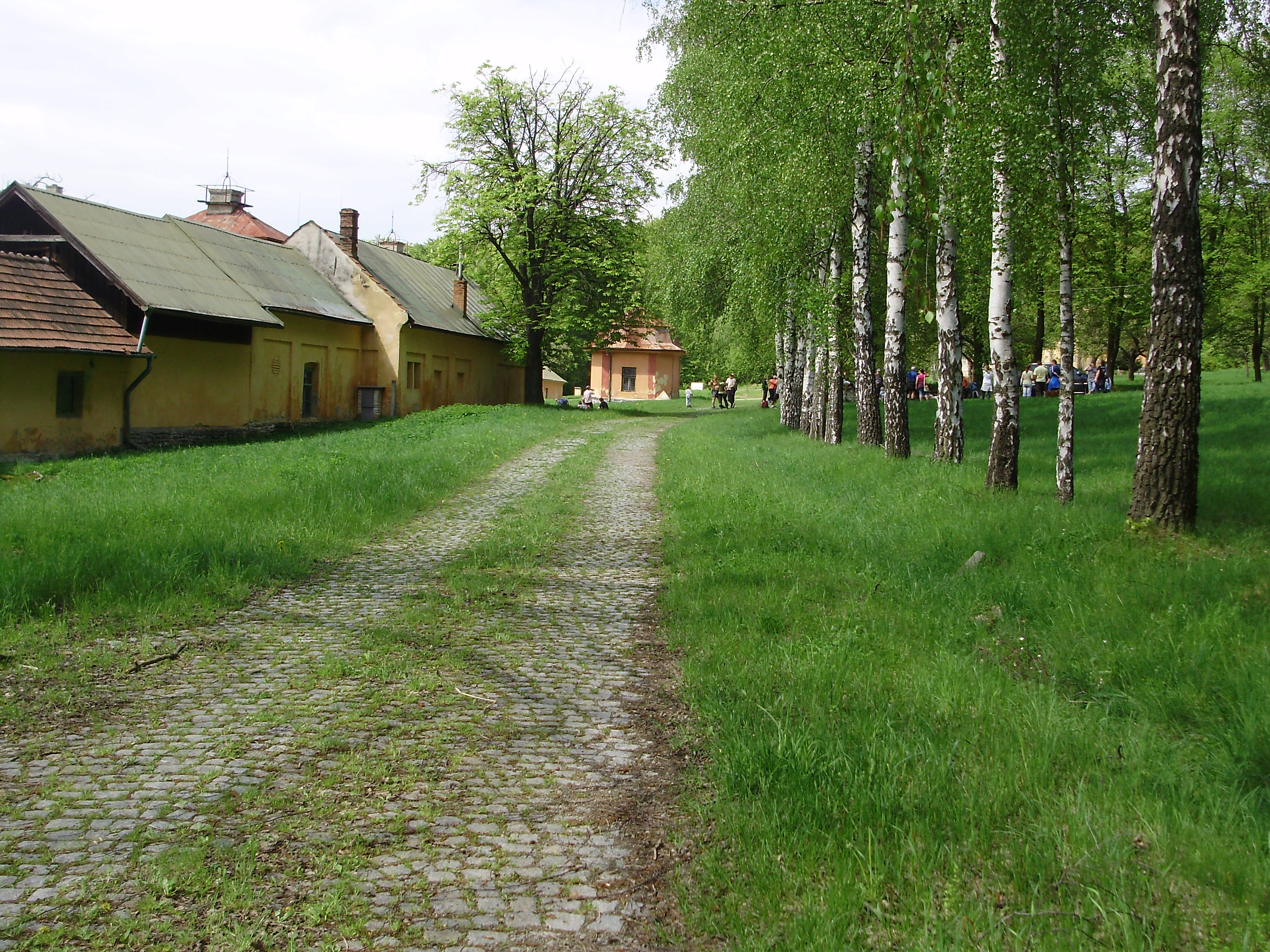
Esterni del castello

La costruzione del castello fu voluta dal principe vescovo di Olomouc Ferdinand Julius von Troyer nel 1757, e venne scelto lo stile del periodo, alto barocco. 
Circa 5 anni prima era bruciato in parte il castello di Kroměříž, dove crollarono anche i pavimenti e il von Troyer, a quel tempo già cardinale, fece iniziare il restauro della residenza vescovile. A quel tempo Troyer soggiornava spesso nel territorio e, da appassionato cacciatore, organizzava cacce con la partecipazione di membri della nobiltà. In particolare la zona intorno a Podivice e Ferdinandsko sembra fosse ricca di cervi e daini. Podivice inoltre risultò il primo luogo in Moravia dove è documentato con sicurezza l'allevamento dei daini. La strada di accesso all'edificio si ispirava in parte a un lungo tratto rettilineo che porta da Stříbrná ai prati Romanovick e originariamente il bosco arrivava sino alle immediate vicinanze degli edifici.
Il vescovo morì l'anno successivo, nel 1758, e il castello probabilmente perse la sua funzione originaria. Accanto al castello si trovava il casino di caccia che fungeva da sede dell'amministrazione del distretto di Ferdinandsko ed era abitato dal personale addetto alla gestione dei boschi circostanti. Nel 1935, quando si decise di fondare un campo di addestramento militare a Dědice, il Ferdinandsko fu scelto come sede del quartier generale del campo di addestramento e per la sua posizione strategica proprio al confine del futuro poligono di artiglieria. Dopo il graduale disboscamento di vaste aree boschive vicine l'amministrazione forestale fu abolita. Il castello divenne una base militare con i necessari collegamenti e la facciata del castello fu restaurata. Le strutture originali, perdendo la loro funzione, persero anche in parte il loro aspetto. Durante la seconda guerra mondiale servì anche come quartier generale del poligono di tiro dell'esercito tedesco occupante. Dopo la liberazione e il ritorno dell'area addestrativa ai suoi confini originari, rimase territorio militare. Negli anni cinquanta del XX secolo la disposizione degli interni fu notevolmente modificata e la ex cappella fu risistemata come sala cinematografica. Si sono poi registrati altri interventi che hanno modificato ancora la composizione architettonica originaria dell'intera area.

## Descrizione
Il Ferdinandsko  si trova nell'area militare di Vojenský újezd Březina nella regione della Moravia Meridionale, Repubblica Ceca. Tra i fabbricati si conserva il casino di caccia vero e proprio, il pozzo e di altri edifici agricoli come stalle per cavalli e depositi. Il castello è un edificio a due piani con due ali laterali corte. La facciata centrale conserva il frontone triangolare con le insegne cardinalizie e principesche. Sopra l'ingresso rettangolare si trova, in un cartiglio incorniciato decorativamente, l'iscrizione FERDINANDSRUHE con l'anno 1757, che ricorda l'anno di costruzione dell'edificio. La facciata verso il cortile è decorata da una balaustra conica.
L'edificio è dotato di tetto a mansarda, coronato sopra entrambi i colmi laterali da comignoli probabilmente originali. L'interno dell'edificio è stato alterato da rifacimenti, gli ambienti del piano terra sono in parte voltati a botte. Attorno è stata ripristinata in parte la vegetazione che circondava la struttura in origine.

### Monumento culturale della Repubblica Ceca
La tutela dei monumenti della Repubblica Ceca considera il Ferdinandsko col suo parco un monumento culturale tutelato col numero di catalogo 1000131985.